# Transceptor XFP
El Transceptor XFP (factor de forma pequeño conectable de 10 gigabits) es un estándar para transceptores para redes de computadoras de alta velocidad y enlaces de telecomunicaciones que usan fibra óptica. Fue definido por un grupo industrial en 2002, junto con su interfaz con otros componentes eléctricos, que se llama XFI .
XFP es un factor de forma ligeramente más grande que el popular transceptor conectable de factor de forma pequeño (SFP y SFP+).

## Descripción
Los módulos XFP son intercambiables en caliente e independientes del protocolo. Por lo general, operan en longitudes de onda (colores) del infrarrojo cercano de 850 nm, 1.310 nm o 1.550 nm. Las aplicaciones principales incluyen Ethernet de 10 Gigabit, Canal de fibra de 10 Gbit/s, redes ópticas síncronas (SONET) a tasas OC-192, redes ópticas síncronas STM-64, Red de transporte óptico (OTN) de 10 Gbit/s OTU-2 y enlaces de fibra óptica paralela. Pueden operar en una sola longitud de onda o utilizar técnicas de multiplexación por división de longitud de onda densa. Incluyen diagnósticos digitales que brindan administración que se agregaron al estándar SFF-8472. Los módulos XFP utilizan un tipo de conector de fibra LC para lograr una mayor densidad.
La especificación XFP fue desarrollada por la asociación XFP. Es un acuerdo informal de un grupo de la industria, no respaldado oficialmente por ningún organismo de normalización. La primera especificación preliminar se publicó el 27 de marzo de 2002. El primer lanzamiento público fue el 19 de julio de 2002. Fue adoptado el 3 de marzo de 2003 y actualizado con actualizaciones menores hasta el 31 de agosto de 2005.
El presidente del grupo XFP fue Robert Snively de Brocade Communications Systems, y el editor técnico fue Ali Ghiasi de Broadcom. El sitio web de la organización se mantuvo hasta 2009.

## XFI
La especificación de interfaz eléctrica XFI es una especificación de interfaz eléctrica de chip a chip de 10 gigabit por segundo definida como parte del acuerdo de múltiples fuentes XFP. También fue desarrollado por el grupo XFP MSA. XFI a veces se pronuncia como "X" "F" "I" y otras veces como "ziffie".
XFI proporciona un solo carril que se ejecuta a 10,3125 Gbit/s cuando se utiliza un esquema de codificación 64B/66B. Un serializador/deserializador se usa a menudo para convertir entre XFI y una interfaz más amplia, como XAUI, que tiene cuatro carriles que se ejecutan a 3,125 Gbit/s usando codificación 8B/10B.

## Dimensiones mecánicas

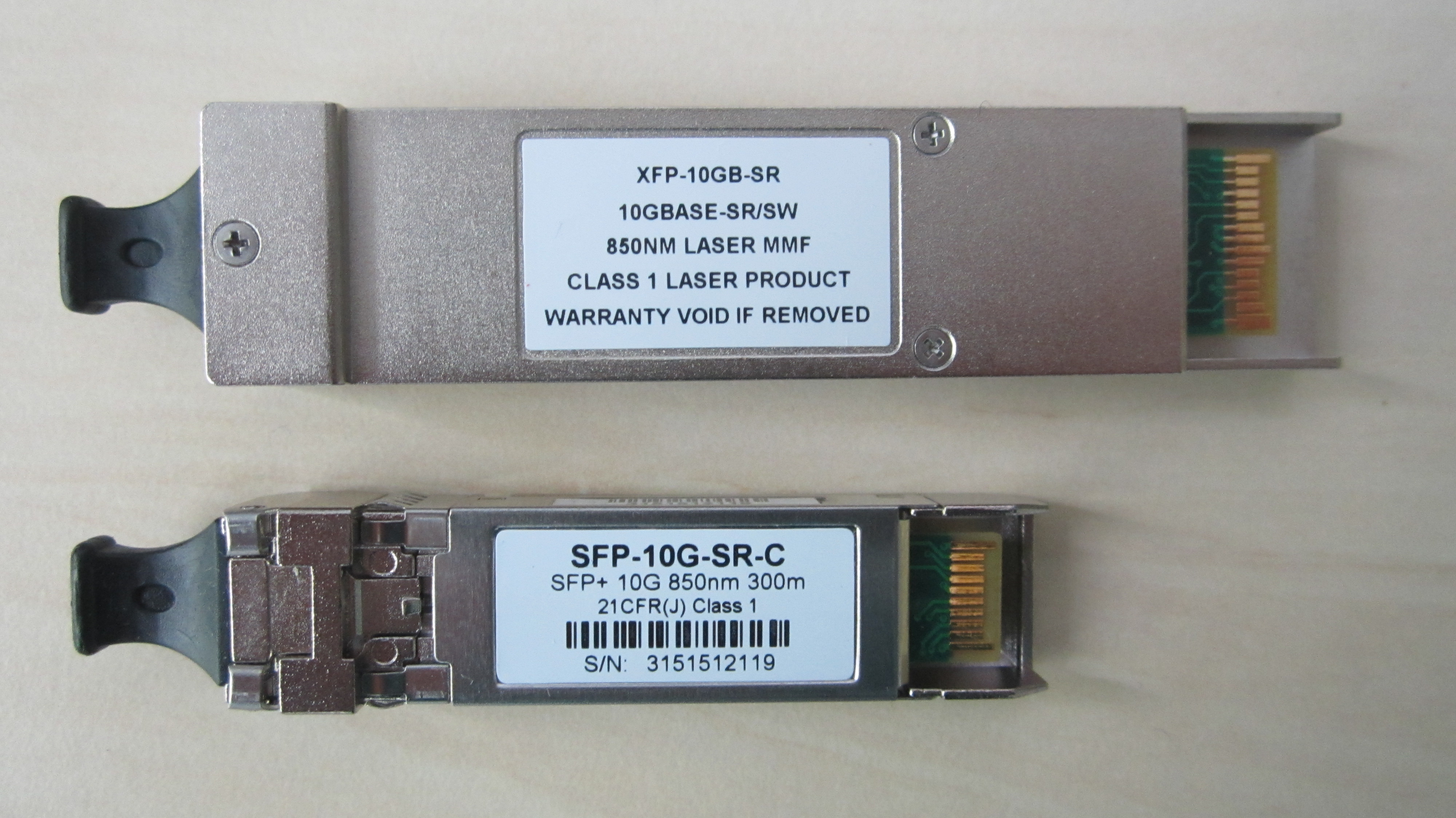
Un transceptor XFP de 10 Gigabit Ethernet y un transceptor SFP uno al lado del otro.

Las dimensiones físicas del transceptor XFP son ligeramente más grandes que las del transceptor SFP. Una de las razones del aumento de tamaño es permitir disipadores de calor integrados para una mejor refrigeración.
|             | XFP      | SFP     |
| ----------- | -------- | ------- |
| Altura      | 8,5 mm   | 8,5 mm  |
| Anchura     | 18,35 mm | 13,4 mm |
| Profundidad | 78,0 mm  | 56,5 mm |

## Tipos
Los XFP están disponibles con una variedad de tipos de transmisores y receptores, lo que permite a los usuarios seleccionar el transceptor apropiado para cada enlace para proporcionar el alcance óptico requerido sobre el tipo de fibra óptica disponible (por ejemplo , fibra multimodo o fibra monomodo). Los módulos XFP están comúnmente disponibles en varias categorías diferentes: 
- SR - 850 nm, para un máximo de 300 m
- LR - 1310 nm, para distancias de hasta 10 km
- ER - 1550 nm, para distancias de hasta 40 km
- ZR - 1550 nm, para distancias de hasta 80 km

El paquete XFP era más pequeño que el factor de forma XENPAK que se había publicado anteriormente (casi un año). Algunos proveedores admitían ambos o los siguientes de XENPAK llamados XPAK y X2.